# Blasiistraße 17 (Quedlinburg)

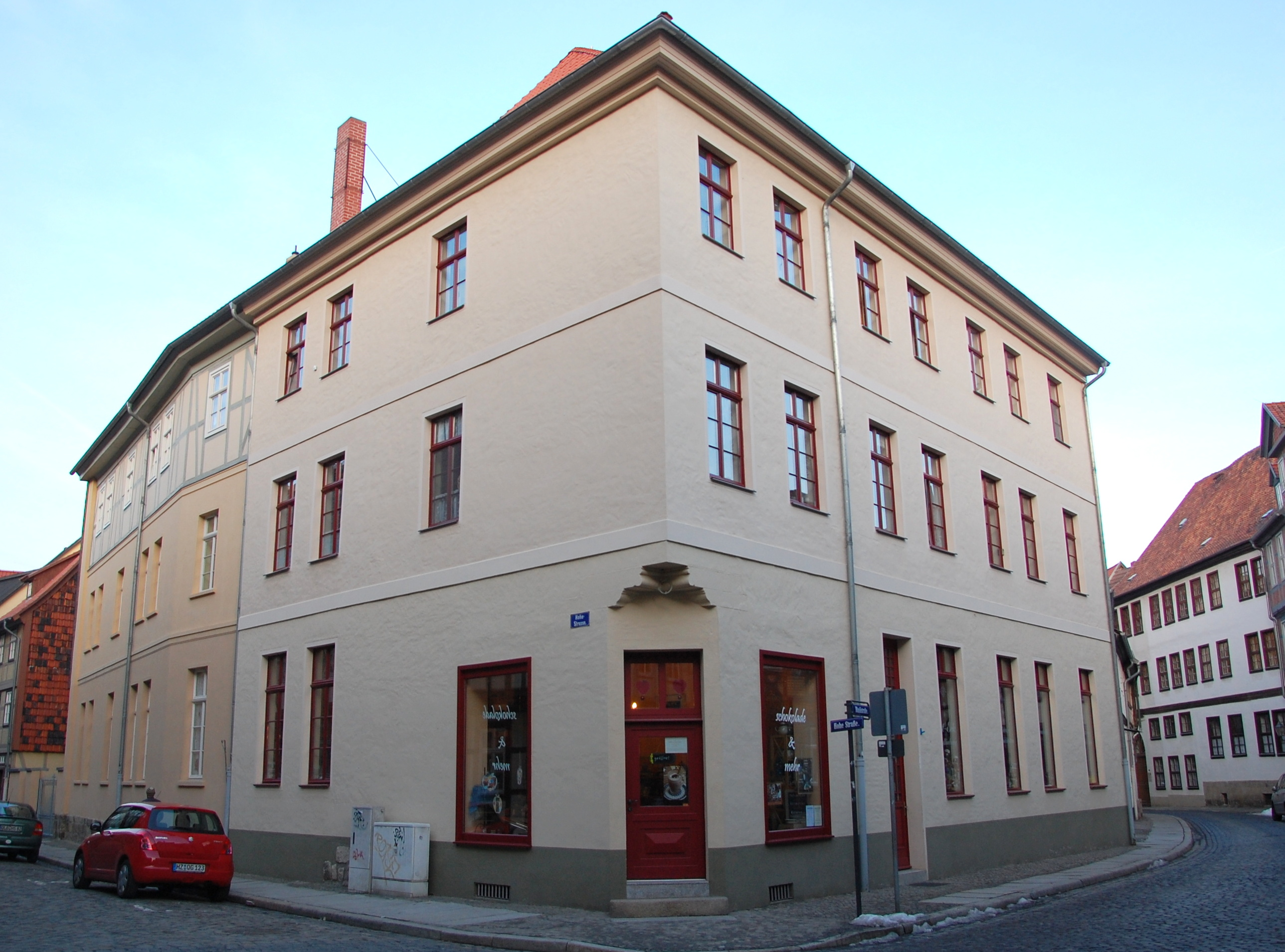
Haus Blasiistraße 17

Das Haus Blasiistraße 17 ist ein denkmalgeschütztes Gebäude in der Stadt Quedlinburg in Sachsen-Anhalt.

## Lage
Es befindet sich an der Einmündung der Blasiistraße auf die Hohe Straße, westlich des Quedlinburger Marktplatzes. Das Gebäude gehört zum UNESCO-Weltkulturerbe und ist im Quedlinburger Denkmalverzeichnis als Freihof eingetragen.

## Architektur und Geschichte
Das dreigeschossige Fachwerkhaus entstand im 18. Jahrhundert auf einem in historischer Zeit als Freihof privilegierten Grundstück. Der mit einem Kreuzgratgewölbe versehene Keller ist vermutlich älteren Datums. Das Gebäude wurde in späterer Zeit teilweise umgebaut und erneuert. Im Haus befindet sich eine Treppe aus dem 19. Jahrhundert.
Der Quedlinburger Maler Karl Lempke (1907–1969) soll zeitweise im Haus gewohnt haben.
Im örtlichen Denkmalverzeichnis ist das Anwesen als Gutshof unter der Erfassungsnummer 094 46385 als Baudenkmal verzeichnet.